# Богородица плаћеника
Богородица плаћеника (шп. La virgen de los sicarios) роман је колумбијског аутора Фернанда Ваљеха (шп. Fernando Vallejo Rendón) који се сматра звездом у успону међу латиноамеричким писцима. Роман је написан 1994. године.

## О роману
Радња романа представљена је кроз реалистичну слику Медељина који је други град по величини и Колумбији. Медељин се осамдесетих година 20. века прочуо по наркокартелима који су практично завладали земљом. У то време насиља и безвлашћа, формирала се посебна врста малолетних плаћених убица (шп. los sicarios). То су прилично бездушна, неука деца која убијају за шаку нарко-долара. Њима је такав начин живота најлакши излаз из крајње беде у коју су потонули милиони Колумбијаца. За Ваљеха је то кулминација пропасти и моралног расоада Колумбије.

### Стил писања
Роман је написан у специфичном облику прозе, који је обично назван аутофикција. Због коришћења таквих поступака чини се да је реч о аутобиографској прози, а приповедач преузима глас који се приписује самом аутору дела. Ваљехов приповедач не штеди ни државу, ни цркву, приказује друштвено лицемерје на улицама Медељина.

## Ликови
- Безимени
- Алексис
- Вилмар

## Цитат из романа
| „ | За мртве које је Алексис носио на савести (ако је имао) кад смо се упознали, ја нисам крив. Ни за мртве овог дечка, његове сопствене такође. Нека их са својим мртвима, а за оне које делимо ви сте сведоци. Рекао сам Вилмару да, по мом мишљењу, више није имало смисла остати у Медељину, да овај град више не вреди, да одемо. Куда, пита. Било куда. Свет се не завршава овде, врло је велики. | ” |